# Suède aux Jeux olympiques d'hiver de 2018
La Suède participe aux Jeux olympiques d'hiver de 2018 à Pyeongchang en Corée du Sud du 9 au 25 février 2018. Il s'agit de sa vingt-troisième participation à des Jeux d'hiver.

## Participation
Aux Jeux olympiques d'hiver de 2018, les athlètes de l'équipe de Suède participent aux épreuves suivantes : 
| Sport               | Hommes | Femmes | Total |
| ------------------- | ------ | ------ | ----- |
| Ski alpin           | 5      | 7      | 12    |
| Biathlon            | 5      | 5      | 10    |
| Ski de fond         | 10     | 10     | 20    |
| Curling             | 5      | 5      | 10    |
| Patinage artistique | 0      | 1      | 1     |
| Ski acrobatique     | 10     | 4      | 14    |
| Hockey sur glace    | 25     | 23     | 48    |
| Snowboard           | 3      | 0      | 3     |
| Patinage de vitesse | 1      | 0      | 1     |
| Total               | 64     | 55     | 119   |

## Médaillés
| Sport                   | Discipline                | Athlète(s)                                                                  | Performance       | Date       |
| Médailles d'or : 7      |                           |                                                                             |                   |            |
| Ski de fond             | Skiathlon femmes          | Charlotte Kalla                                                             | 40 min 44 s 9     | 10 février |
| Ski de fond             | Sprint femmes             | Stina Nilsson                                                               | 3 min 3 s 84      | 13 février |
| Biathlon                | Individuel femmes         | Hanna Öberg                                                                 | 41 min 7 s 2      | 15 février |
| Biathlon                | Relais hommes             | Peppe Femling Jesper Nelin Sebastian Samuelsson Fredrik Lindström           | 1 h 15 min 16 s 5 | 23 février |
| Ski alpin               | Slalom femmes             | Frida Hansdotter                                                            | 1 min 38 s 63     | 16 février |
| Ski alpin               | Slalom hommes             | André Myhrer                                                                | 1 min 38 s 99     | 22 février |
| Curling                 | Tournoi feminin           | Anna Hasselborg Agnes Knochenhauer Sofia Mabergs Sara McManus Jennie Wåhlin | 1re place         | 25 février |
| Médaille d’argent : 6   |                           |                                                                             |                   |            |
| Biathlon                | Poursuite hommes          | Sebastian Samuelsson                                                        | 33 min 3 s 7      | 12 février |
| Biathlon                | Relais femmes             | Linn Persson Mona Brorsson Anna Magnusson Hanna Öberg                       | 1 h 12 min 14 s 1 | 22 février |
| Ski de fond             | 10 kilomètres femmes      | Charlotte Kalla                                                             | 25 min 20 s 8     | 15 février |
| Ski de fond             | Relais femmes             | Anna Haag Charlotte Kalla Ebba Andersson Stina Nilsson                      | 51 min 26 s 3     | 17 février |
| Ski de fond             | Sprint par équipes femmes | Charlotte Kalla Stina Nilsson                                               | 15 min 56 s 66    | 21 février |
| Curling                 | Tournoi masculin          | Niklas Edin Oskar Eriksson Henrik Leek Christoffer Sundgren Rasmus Wranå    | 2e place          | 24 février |
| Médailles de bronze : 1 |                           |                                                                             |                   |            |
| Ski de fond             | 30 kilomètres femmes      | Stina Nilsson                                                               | 1 h 24 min 16 s 5 | 25 février |

| Sport       | Médaille d'or, Jeux olympiques | Médaille d'argent, Jeux olympiques | Médaille de bronze, Jeux olympiques | Total |
| ----------- | ------------------------------ | ---------------------------------- | ----------------------------------- | ----- |
| Ski de fond | 2                              | 3                                  | 1                                   | 6     |
| Biathlon    | 2                              | 2                                  | 0                                   | 4     |
| Ski alpin   | 2                              | 0                                  | 0                                   | 2     |
| Curling     | 1                              | 1                                  | 0                                   | 2     |

| Jour     | Date       | Médaille d'or, Jeux olympiques | Médaille d'argent, Jeux olympiques | Médaille de bronze, Jeux olympiques | Total |
| -------- | ---------- | ------------------------------ | ---------------------------------- | ----------------------------------- | ----- |
| 1er jour | 8 février  | —                              | —                                  | —                                   | —     |
| 2e jour  | 9 février  | —                              | —                                  | —                                   | —     |
| 3e jour  | 10 février | 1                              | 0                                  | 0                                   | 1     |
| 4e jour  | 11 février | 0                              | 0                                  | 0                                   | 0     |
| 5e jour  | 12 février | 0                              | 1                                  | 0                                   | 1     |
| 6e jour  | 13 février | 1                              | 0                                  | 0                                   | 1     |
| 7e jour  | 14 février | 0                              | 0                                  | 0                                   | 0     |
| 8e jour  | 15 février | 1                              | 1                                  | 0                                   | 2     |
| 9e jour  | 16 février | 1                              | 0                                  | 0                                   | 1     |
| 10e jour | 17 février | 0                              | 1                                  | 0                                   | 1     |
| 11e jour | 18 février | 0                              | 0                                  | 0                                   | 0     |
| 12e jour | 19 février | 0                              | 0                                  | 0                                   | 0     |
| 13e jour | 20 février | 0                              | 0                                  | 0                                   | 0     |
| 14e jour | 21 février | 0                              | 1                                  | 0                                   | 1     |
| 15e jour | 22 février | 1                              | 1                                  | 0                                   | 2     |
| 16e jour | 23 février | 1                              | 0                                  | 0                                   | 1     |
| 17e jour | 24 février | 0                              | 1                                  | 0                                   | 1     |
| 18e jour | 25 février | 1                              | 0                                  | 1                                   | 2     |
| Total    | Total      | 7                              | 6                                  | 1                                   | 14    |